# Черевки (Коростенський район)
Черевки́ — село в Україні, у Словечанській сільській громаді Коростенського району Житомирської області. Населення становить 497 осіб.

## Географія
Село розташовано на Словечансько-Овруцькому кряжі.

## Історія
У 1906 році село Словечанської волості Овруцького повіту Волинської губернії. Відстань від повітового міста 20 верст, від волості 10. Дворів 126, мешканців 778.